# Eriogonum collinum
Eriogonum collinum är en slideväxtart som beskrevs av Jonathan S. Stokes och Marcus Eugene Jones. Eriogonum collinum ingår i släktet Eriogonum och familjen slideväxter. Inga underarter finns listade i Catalogue of Life.